# Store Le
Store Le, Stora Le eller Lesjön, er en sø i landskapet Dalsland i Sverige, som i nord også går ind i Norge og i Värmland, hvor den går over i søen Foxen.
I længden fra Ed i syd gennem Nössemark og op til Töcksfors i nord, ved Foxen, er omkring 70 km. Bredden er sjældent mere end 2-3 km. på nær et sted på Foxen, hvor den er 5 km. Arealet af Stora Le og Foxen tilsammen er 131 kvadratkilometer. Det gør Stora Le til den nittende største sø i Sverige. Den største dybde er 99 meter og ligger syd for Västra Fågelviks kyrka i Foxen.
Søsystemet blev reguleret omkring år 1945 og blev forhøjet til 102,1 meter over havet og har bjergrige, skovbevoksede bredder. Tilladte variation i højden er 1 meter, og tilladte tapning er 80 kubikmeter i sekundet. I Stora Le forekommer Dalslands landskapsfisk, Hornulk.
På grænsen mellem Sverige og Norge ligger den lille ø Trollön (Trolløya på norsk).
59°3′N 11°52′Ø / 59.050°N 11.867°Ø